# Редактор-консультант
Редактор-консультант — журналист, осуществляющий сбор и предоставление специфической информации для определенного издания.
В отличие от редактора, работающего в издании на ежедневной основе, редактор-консультант предоставляет информацию для издания полурегулярно и имеет меньшее отношение к корректуре и иллюстрированию  на общем векторе работы издания.
Редакторы-консультанты несколько более независимы; им предоставляется возможность иметь свои собственные преференции по поводу материала, который им нужно подготовить, и им не всегда нужно согласовывать свои идеи с главным редактом. Хотя редактор-консультанты и являются подчиненными векторам работы и общему видению главного редактора или исполнительного редактора, они часто становятся источником новых идей для других авторов.